# (7107) Peiser
(7107) Peiser ist ein Asteroid des inneren Hauptgürtels, der am 15. August 1980 vom tschechischen Astronomen Antonín Mrkos am Kleť-Observatorium (IAU-Code 046) in Südböhmen auf dem Kleť in der Nähe der Stadt Český Krumlov entdeckt wurde.
Der Asteroid wurde am 2. April 1999 nach dem israelischen Kulturwissenschaftler Benny Peiser (* 1957) benannt, der sich mit dem Thema Katastrophismus und apokalyptische Weltsichten in der Erd- und Menschheitsgeschichte beschäftigt und als Akteur der organisierten Klimaleugnung gilt.